# Jankovce
Jankovce (ungarisch Jánosvölgye – bis 1907 Jankóc) ist eine Gemeinde im Osten der Slowakei mit 269 Einwohnern (Stand: 31. Dezember 2024), die zum Okres Humenné, einem Kreis des Prešovský kraj, gehört. Sie ist Teil der traditionellen Landschaft Zemplín.

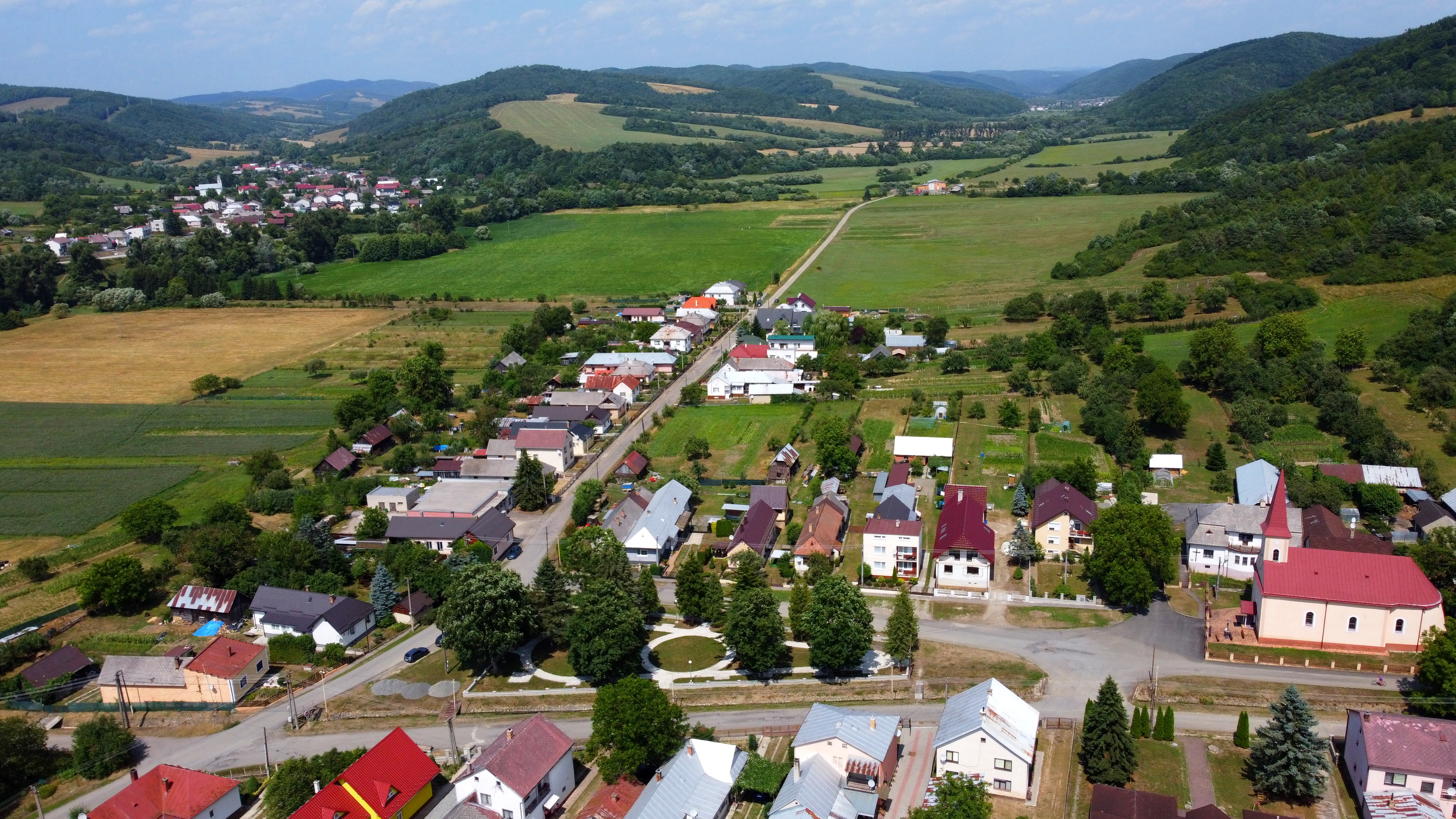
Blick zum Ort

## Geographie
Die Gemeinde befindet sich in den Niederen Beskiden im Bergland Ondavská vrchovina, am östlichen Rand des Tals der Oľka im Einzugsgebiet der Ondava. Das Ortszentrum liegt auf einer Höhe von 180 m n.m. und ist 21 Kilometer von Humenné entfernt.
Nachbargemeinden sind Nižná Sitnica im Westen, Nordwesten und Norden, Pakostov im Nordosten, Černina im Osten, Lukačovce im Süden und Košarovce im Südwesten.

## Geschichte
Jankovce wurde zum ersten Mal 1317 als Jankoch schriftlich erwähnt, als der König das ehemalige Gut von Peter Pecheny an Philipp Drugeth schenkte. Weitere historische Bezeichnungen sind unter anderen Jankowcze (1773) und Jankowce (1808). Das Dorf war Teil des Herrschaftsgebiets von Humenné, im 18. Jahrhundert war es Besitz der Familie Almássy, im 19. Jahrhundert der Familie Lukovics. 1556 wurden fünf Porta verzeichnet, 1715 gab es 16 Haushalte. 1787 hatte die Ortschaft 38 Häuser und 301 Einwohner, 1828 zählte man 31 Häuser und 225 Einwohner, die als Landwirte tätig waren.
Bis 1918 gehörte der im Komitat Semplin liegende Ort zum Königreich Ungarn und kam danach zur Tschechoslowakei beziehungsweise heute Slowakei. Nach dem Zweiten Weltkrieg wurde die örtliche Einheitliche landwirtschaftliche Genossenschaft (Abk. JRD) im Jahr 1959 gegründet, ein Teil der Einwohner pendelte zur Arbeit nach Humenné und Strážske.

## Bevölkerung
| Jahr                | 1994 | 2004    | 2014    | 2024    |
| ------------------- | ---- | ------- | ------- | ------- |
| Anzahl der Personen | 279  | 268     | 272     | 269     |
| Unterschied         |      | −3,94 % | +1,49 % | −1,10 % |

| Jahr                | 2023 | 2024    |
| ------------------- | ---- | ------- |
| Anzahl der Personen | 270  | 269     |
| Unterschied         |      | −0,37 % |

Nach der Volkszählung 2011 wohnten in Jankovce 274 Einwohner, davon 273 Slowaken. Ein Einwohner machte keine Angabe zur Ethnie.
260 Einwohner bekannten sich zur römisch-katholischen Kirche und neun Einwohner zur griechisch-katholischen Kirche. Fünf Einwohner waren konfessionslos.

## Bauwerke und Denkmäler
- römisch-katholische Fronleichnamskirche im Spätbarockstil aus den Jahren 1769–1770[6]

## Verkehr
Nach Jankovce führt nur die Cesta III. triedy 3830 („Straße 3. Ordnung“) von Košarovce und Lukačovce heraus.